# 유카와 히데키
유카와 히데키(일본어: 湯川 秀樹, 1907년 1월 23일~1981년 9월 8일)는 일본의 이론물리학자이다. 교토부 교토시 출신이다.
원자핵 내부에 있어서 양성자와 중성자를 서로 강한 상호작용의 매개가 되는 중간자의 존재를 1935년에 이론적으로 예측했다. 1947년, 영국의 물리학자 세실 프랭크 파월이 우주선 중에서 파이 중간자를 발견한 것에 의해 ‘유카와 이론’이 증명돼 이러한 공적을 인정받아 1949년에 일본인으로서는 최초로 노벨 물리학상을 수상했다. 노벨 물리학상 수상 이후 반핵 운동이나 평화 운동에 적극적으로 참여하여 러셀-아인슈타인 선언에 막스 플랑크와 함께 공동 선언자로 이름을 올렸고 중간자 이론 외에 비국소장이론, 소영역이론 등의 이론을 계속 발표했다. 이런 모습은 고등학교와 교토 제국대학 동창이었던 도모나가 신이치로와는 대조적인 모습이었고 도모나가와 마찬가지로 니시나 요시오의 제자로도 알려져 있다. 목소리가 작고 강의가 상당히 난해했다고 전해진다.
교토 대학·오사카 대학 명예교수, 교토시 명예시민이었다. 1943년에 문화훈장을 받았고 학위는 이학박사이다.

## 인물

### 유년 시절부터 학창 시절까지
1907년 1월 23일, 도쿄부 도쿄시 아자부구 이치이베이초(현: 도쿄도 미나토구 롯폰기)에서 부친이자 지질학자인 오가와 다쿠지(옛성: 아사이)와 모친인 오가와 고유키의 3남으로 태어났다. 1908년, 1살 때 부친인 다쿠지(와카야마현 출신)의 교토 제국대학의 교수로 취임한 것에 따라 가족 모두가 교토부 교토시로 이주했다. 그 때문에 아자부의 집에서는 출생 후 1년 2개월 밖에 살지 않았다. 1살 때부터 대학까지는 교토에 있었고, 대학을 졸업한 후에는 잠깐 동안 오사카나 니시노미야에 있었던 적이 있으나 인생의 대부분을 교토에서 생활했다(그러나 노벨상 수상의 대상이 됐던 중간자론을 발표한 것은 유카와가 오사카 제국대학에 근무했던 때였으며 당시에는 니시노미야의 구라쿠엔에서 생활하고 있었다). 유카와는 자서전에서 “나의 기억은 교토로 이사왔던 때부터 시작된다. 역시 교토가 고향이 되는 것일지도 모른다”라고 밝혔다.
외가쪽은 유카와의 외할아버지인 오가와 고마키쓰는 예전 기슈번의 번사였으며, 또한 유카와가 자체가 선조 대대로 와카야마현 출신이었기 때문에 “와카야마 출신”이라고 소개되기도 했지만 유카와 본인에 의하면 교토시 출신이라는 것이다. 와카야마현 출신의 실업가인 마쓰시타 고노스케의 고향에 ‘마쓰시타 고노스케의 출생지’라고 새겨진 비석이 있는데 거기에는 같은 고향 출신이라는 이유로 유카와의 필체에 의해서 쓰여졌지만 유카와 본인은 와카야마현에서 살았던 경험은 없다.
5, 6세 때 외할아버지인 고마키쓰에 의해서 한문 서적을 읽고 배웠다. 고마키쓰는 한학에 대한 소양이 풍부하여 메이지 시대 이후에는 서양학문을 배워 말년까지 계속해서 런던 타임스를 구독하던 인물로도 알려져 있는데 이에 대해 유카와는 자서전에서 다음과 같이 밝혔다.

나는 이 때쯤에 한문 서적을 읽고 배운 것을 쓸데없는 일이었다고 생각하지 않는다. … 그 의미도 모른 채 읽기 시작했던 한문 서적들이 나에게 큰 수확을 가져오게 만들었다. 그 후 어려운 책들을 읽을 때에 문자에 대한 저항감은 전혀 없었다. 한자에 익숙해져 있었기 때문이라고 생각한다. 익숙해진다는 것은 무서운 일이다. 단지 외할아버지의 목소리에 따라 읽는 것만으로도 모르는 사이에 한자와 친숙해져 그 후 글을 읽기 쉬워졌다는 것은 사실이다.
 — 유카와 히데키
교고쿠 보통소학교를 졸업한 후 1919년에는 교토 부립 교토 제1 중학교(현: 교토 부립 라쿠호쿠 고등학교·부속 중학교)에 입학했다. 중학생 시절의 유카와는 별로 눈에 띄지 않는 존재였는데 별명은 ‘곤베에’(権兵衛)였다. 또한 사춘기 때부터는 거의 말을 안들었고 귀찮은 것들은 모두 ‘말 안하겠다’라는 한마디로 끝내버리는 등 ‘이왕 짱’(イワンちゃん)이라고 불렸지만 의외로 《바보 이반》에서 따온 별명 같다고 유카와가 스스로 생각했던 시기도 있었다. 이 말수가 적을 정도의 과묵한 성격을 가졌다는 이유로 아버지인 다쿠지로부터 “대체 뭘 생각하고 있는지는 모르겠다”라고 홀대를 받았고 다른 형제들에 비해 능력이 낮다고 보여지면서 대학 진학을 포기하고 ‘전문학교에라도 보낼까’라고 고민했던 시기도 있었다. 교토 제1 중학교의 동기로는 학자가 된 동기들이 대부분이었고 후에 학자가 된 사람도 많았다고 한다. 똑같이 노벨 물리학상을 받은 도모나가 신이치로는 교토 제1 중학교의 1년 선배이며 제3 고등학교와 교토 제국대학 동기였다.

### 노벨 물리학상 수상
1929년에 교토 제국대학 이학부 물리학과를 졸업했고 같은 대학의 다마키 가주로 연구실의 조수가 됐다. 1932년에는 교토 제국대학 강사로 활동했다. 1933년, 도호쿠 제국대학에서 일본 수학물리학회 연회가 열렸을 때 야기 히데쓰구와 알게 됐는데 당시 오사카 제국대학의 이학부 물리학과(는 시오미 이화학 연구소)의 초대 주임교수로 부임한 야기에게 부탁해서 오사카 제국대학 강사를 겸임하게 된다.
학생들 사이에서는 목소리가 작고 강의는 꽤 난해했다고 전해졌다. 이 즈음에 오사카 위장 병원(1950년에 유카와 위장 병원이라고 개칭)의 원장인 유카와 겐요의 둘째 딸 유카와 스미(본명은 스미코)와 결혼해 유카와가의 데릴사위가 되면서 성을 ‘오가와’에서 ‘유카와’가 됐다.
오사카 제국대학으로 옮긴 후 전혀 성과가 없던 유카와를 야기는 더욱 더 공부를 열심히 하도록 주의를 준 뒤 “본래라면 도모나가를 오게 했을텐데 너의 형으로부터 의뢰받아서 어쩔 수 없이 너를 채용했으니까 도모나가에게 지지 않도록 공부를 확실하게 하지 않으면 곤란하다”라고 질책했다. 우치야마 료유에 의하면 야기는 비수같은 독설로 유명했다고 한다.
1934년에 중간자 이론 구상을 했고 이듬해 1935년에는 ‘소립자의 상호 작용에 대해’라는 제목의 논문을 발표해 중간자(현재의 파이 중간자)의 존재를 예언했다. 알 수 없는 새로운 입자의 존재를 주장하는 학설에 대해서 유럽과 미국 여러 나라의 과학자들은 대부분 부정적이었고 양자론 개척자인 닐스 보어는 1937년 일본을 방문했을 당시 “자네는 그렇게 새로운 입자를 만들고 싶은 건가?”라고 유카와를 비판했다고 한다. 중일 전쟁 격화에 따른 서방 국가들로부터 고립되고 있던 일본인 과학자에 대한 해외에서의 평가는 그리 좋진 않았다. 그러나 중간자와 비슷한 무게의 새로운 입자(‘뮤 입자’)가 우주에서 지구로 쏟아진다는 ‘우주선’ 안에서 발견됐다고 칼 데이비드 앤더슨이 발표함으로써 유카와의 중간자론은 세계적으로 주목받게 됐다.
1938년 중성자의 존재에 대한 예측과 핵력의 본질에 대한 이론적 연구로 오사카 제국대학에서 이학박사 학위를 받았다. 이러한 연구 업적은 훗날 노벨 물리학상을 수상하는 계기가 됐다.
1939년, 유카와는 솔베이 회의에 초청됐다. 회의 자체는 제2차 세계 대전 발발로 중단됐지만 알베르트 아인슈타인이나 로버트 오펜하이머 등과 친분을 가졌다. 이러한 업적에 높은 평가를 받아서 1940년에 학사원 은사상을 수상했고 1943년에는 최연소로 문화훈장을 수상했다. 태평양 전쟁 말기인 1945년 6월에는 일본 해군을 중심으로 한 원폭 개발 프로젝트(F연구) 회의에 초청됐으나 개발이 본격화하기 전에 일본은 패전을 맞았다. 유카와는 히로시마 원자폭탄 투하에 대한 해설을 요구하는 신문사의 의뢰를 거절했지만 전후에는 일본을 점령한 미군으로부터 사정을 들었다. 이러한 배경을 기록한 일기가 2017년 12월 교토 대학 유카와 기념관 자료실에 공개된 바있다.
더 나아가 1947년에 세실 프랭크 파월 등이 실제로 파이 중간자를 발견한 것에 의해서 1949년 11월 3일에 노벨 물리학상을 수상했다. 아시아인 노벨상 수상자로서는 작가 라빈드라나트 타고르나 물리학자 찬드라세카라 벵카타 라만에 뒤를 이은 세 번째의 수상자였고 일본인으로서는 최초의 노벨상 수상자였다. 이 뉴스는 패전과 연합국 점령하에서 자신감을 잃었던 일본 국민에게 큰 힘을 주었다. 또한 2000년에 유카와의 노벨상 관련 문서를 조사한 오카모토 다쿠지는 추천장 대부분이 외국인 추천자로부터 받았다는 점 등을 들어 “노벨상 역사 가운데에서도 보기 드물게 연구 성과와의 관계가 명료한 것으로 보인다”라고 말했다.
전후에는 비국소장 이론과 소영역 이론 등을 제창했지만 이론적 성과로는 연결되지 못했다. 한편 머리 겔만의 쿼크 이론에 대해서는 “전하가 ⁠1/3⁠이나 ⁠2/3⁠ 같은 그렇게 어중간하게 존재할 리가 없다”라고 부정적인 입장을 드러냈다.
또 한편으로는 반핵 운동에도 적극적으로 참여하여 러셀-아인슈타인 선언에 막스 보른 등과 함께 공동선언자로 이름을 남겼다. 위에서 말한 바와 같이 전쟁 중에는 아라카쓰 분사쿠가 이끄는 교토 대학 그룹에서 일본의 원자폭탄 개발에 관여했다는 사실이 확인됐다.

### 그 후

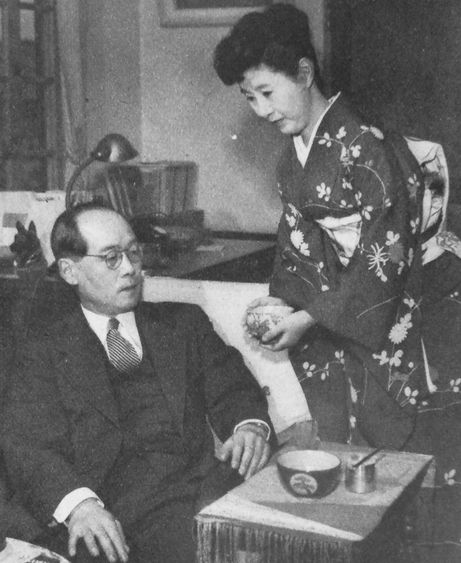
부인 유카와 스미와 함께(1954년)

1950년 8월 10일 미국에서 귀국했고 다음날인 11일에 고쿄에서 쇼와 천황, 고준 황후를 알현했다. 유카와는 노벨상 시상식의 모습과 각국의 여행담을 이야기했고 천황으로부터는 미국에 있어서의 중간자에 관한 연구, 사이클로트론의 새로운 설비, 미국과 일본의 대학생 차이 등의 질문이 나왔다. 문장이 새겨진 은제담뱃갑을 하사받았다.
1956년에 원자력 위원장인 쇼리키 마쓰타로의 요청으로 위원이 됐다. ‘원자로를 외국에서 구입해 오더라도 5년째까지는 실용적인 원자력 발전소를 건설한다’는 쇼리키의 지론에 대해 “기초 연구를 생략한 채 원자력 발전소 건설에 서두르는 것은 장래에 엄청난 재앙을 부를 수도 있다”며 거세게 반발, 하루 만에 그만두려고 했으나 모리 가즈히사 등이 만류해서 사임을 철회했다. 그 이후에도 쇼리키와의 대립은 깊어졌고 결국 건강상의 이유로 이듬해인 1957년, 재임 1년 3개월 만에 사임했다.
1956년 1월, 궁중에서 열린 가회시에 초대받았던 유카와는 다음과 같은 시를 읊었다.
| “ | 春浅み藪かげの道おほかたは すきとほりつつ消えのこる雪 어느 이른 봄 덤불이 무성한 길에 고르게 쌓여 투명하게 비치며 미처 녹지 않은 눈 | ” |

1970년에 교토 대학을 정년 퇴임해 교토 대학 명예교수가 됐으며 말년에는 생물학에도 관심을 가졌고 특히 생명 현상에 있어서 정보의 역할에 대한 관심을 가졌다. 또한 에도 시대 후기의 사상가인 미우라 바이엔의 심취에 깊이 빠졌다. 휘호를 부탁받으면 자주 ‘지어락’(일본어: 知魚楽 치교라쿠[*], ちぎょらく)이라고 썼다. ‘물고기의 즐거움을 알라’(魚ノ楽シミヲ知ル)는 장자의 ‘추수’(秋水)의 마지막 한 구절이다.
1962년 5월 7일, 교토시 덴류지에서 제1회 과학자 교토 회의를 주재했는데 퍼그워시 정신에 서서 핵무기금지조약 체결의 필요성을 어필했다. 1966년에는 노벨 평화상 후보자로 추천돼 있었다는 사실이 노벨 재단이 공표한 후보자 명단에 의해 판명됐다.
교토 대학에서 정년 퇴임 후인 1975년에 전립선암이 발병돼 수술을 받았다. 수술에 의해서 암의 진행은 막았지만 그 이후에는 자택에서 요양을 계속하면서 학술 활동에만 전념하고 있었다. 미국과 소련 양국의 긴장 격화로 제4회 과학자 교토 회의의 발기인의 한 명으로서 1981년 6월, 15년 만에 회의 개최가 성사됐다. 이때 이미 건강 상태가 나빠지면서 회의에서는 휠체어에 의지한 상태에서 참석해 핵폐기를 호소했다. 3개월 뒤인 같은 해 9월, 폐렴에 심부전 합병증으로 교토시 사쿄구의 자택에서 향년 74세의 일기로 사망했다. 묘소는 교토시 히가시야마구에 소재한 지온인에 있다. 저택은 사후 40년이 지난 2021년 9월, 교토 대학에 기증했다. 대학은 이를 정비하면서 연구자나 방문객을 위한 시설로 활용하고 있다.
히로시마 평화기념공원에 있는 평화의 상 〈와카바〉(若葉)의 대좌에는 유카와가 지은 단카인 “재앙의 불이여 두 번 다시 이곳에 오지마라 평화를 기원하는 사람만이지 이곳은”(まがつびよ ふたたびここに くるなかれ 平和をいのる 人のみぞここは)이라는 문구가 새겨져 있다.

## 학술적 업적

유카와 퍼텐셜

중간자

### 강한 힘의 이론·중간자
4개의 힘(중력, 전자기력, 강한 힘, 약한 힘) 가운데 강한 힘을 어떻게 정식화하면 좋을 것인가에 대해 당시로서는 문제가 됐고 여러 가지 시도가 이뤄졌지만 모두 성공하지 못했다. 유카와는 전자의 200배의 질량을 갖는 중간자를 힘의 매개 입자(보스 입자)를 가정해서 핵력인 강한 힘을 끌어내는 데 성공했다. 게다가 강한 힘으로부터 페르미의 약한 힘을 이끌었다. 중간자론은 약한 힘, 강한 힘, 양쪽 모두를 포함하는 이론으로서 당시에는 가장 기본적인 장의 이론인 것으로 간주됐다. 또한 힘을 입자가 매개하는 것도 명료하게 보여주면서 장을 창출할 입자라는 생각을 정착시켰다.
단, 전자가 강한 힘을 전달한다는 생각을 하이젠베르크가 유카와 이전에 제시하고 있다. 하지만 전자는 이전부터 존재가 알려지면서 이론으로서도 실패한 것이기 때문에 장을 창출할 입자라는 생각은 확립돼 있지 않았다. 하이젠베르크나 보어는 관찰되지 않은 소립자로 장을 설명하는 유카와에게 부정적인 시각을 드러냈다. 보어는 유카와에게, 하이젠베르크는 도모나가에게 이것을 알리기도 했다.
이상과 같은 이유로 유카와의 강한 힘을 낳는 중간자론은 소립자론의 길을 열었다고 당시에는 높이 평가했다. 유카와는 강한 힘의 중간자론으로 노벨상을 받았는데 이후의 일을 장의 양자론에서 스스로 찾아낸 문제 해결에 힘을 쏟았다. 그러나 이 연구는 성공하지 못했다.

### 인과율 파괴의 제기

#### 초다시간이론과 비국소장 - 유카와의 원
민코프스키 공간상에서 폐곡면에서의 확률 진폭을 정의하면 인과율이 파괴된다는 문제를 유카와가 제기하면서 이 문제에 생애를 걸었다(이 문제를 ‘유카와의 원(湯川の丸○)’이라고 말한다. 유카와가 이 문제를 제기한 후 폴 디랙도 같은 문제를 제기하고 있다).
도모나가의 기여는 있었지만 이 문제는 아직 해결되지 않았다고 초대칭성을 세계 최초로 제기한 미야자와 히로나리는 주장하고 있다. 물리학은 유카와의 기본 문제를 회피하여 현상론에 치우쳤다고 한다.
유카와 이전에는 일정한 시간으로 확률 진폭이 정의돼 있었다.

## 은사·제자·동료 및 관계자

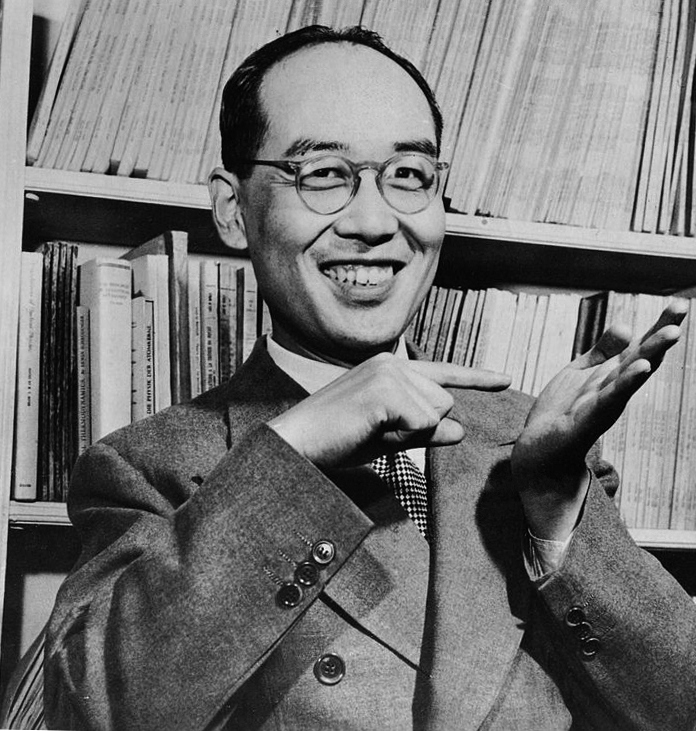
유카와 히데키(1951년)

※이 항목에서는 일본 국내에서의 저명한 인물을 둔다.
- 오카 기요시: 다변수복소함수론의 창시자로, 범주론의 바탕으로 되는 개념을 주장했다. 유카와나 도모나가는 수업을 듣고 매우 자극적이었다고 한다. 어려운 문제는 조건을 붙이지 않고 단번에 풀지 않으면 안된다고 주장했다.

입자물리학
- 도모나가 신이치로: 교토 제국대학 동기이다. 서로 자극을 받아 연구면에서도 밀접한 관계가 있을 정도의 라이벌이었다. 그의 업적은 초다시간론, 재규격화 등 다방면에 걸친다. 강한 힘(중간자)의 현상론적인 식을 유카와에게 말했다.
- 고바야시 미노루: 유카와의 중간자론 건설에 협력했다. 유카와 기념관, 기초 물리학 연구소의 설립, 영문 논문지 《Progress of Theoretical Physics》 창간에 주력했다.
- 사카타 쇼이치: 2중간자론, 무한 발산을 막는 C중간자, 사카타 모델(쿼크의 원형), 2뉴트리노를 제창했다.
- 다니카와 야스타카: 2중간자론의 원안을 제창했다.
- 다케타니 미쓰오: 3단계론에서 방법론을 활용에 대해 논한다. 난부 요이치로가 ‘다케타니 방법론’에 영향을 받아 데이터로부터 모델을 만든다는 방법을 취하는 등 많은 영향을 주었다.
- 우치야마 료유: 게이지 이론의 선구자 중 한 사람이다.

유카와의 인과율 파괴의 중요성을 주장했던 학자
- 미야자와 히로나리: 초대칭성을 세계 최초로 제기했다. 지금의 물리는 유카와의 인과율 파괴의 문제를 방치해 현상론에 달렸다고 주장했다.

생물물리·우주물리
- 데라모토 에이: 생물물리, 수리생물학의 개척자.
- 하야시 주시로: 우주 물리학자.

제자의 제자에는 현재 활약하는 수많은 이론물리·물성물리·우주물리·천문·수리생물학자가 포함돼 있다.

### 거리의 단위
- 유카와의 업적에 연관되어 원자력의 도달 거리의 기준이 되는 1fm = 10−15m를 ‘1 yukawa’ 라고 부르는 안이 제시됐지만 보급에는 이르지 못했다(펨토미터를 참조).

## 가족·친족

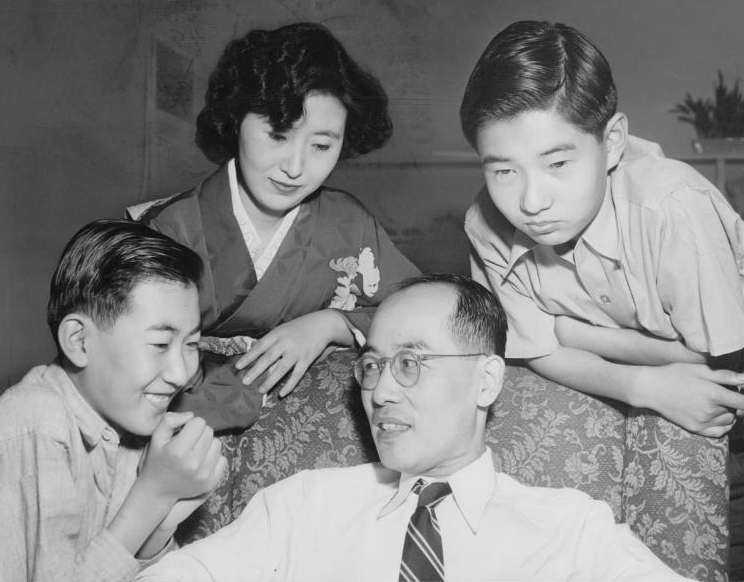
유카와의 가족 사진(1949년)

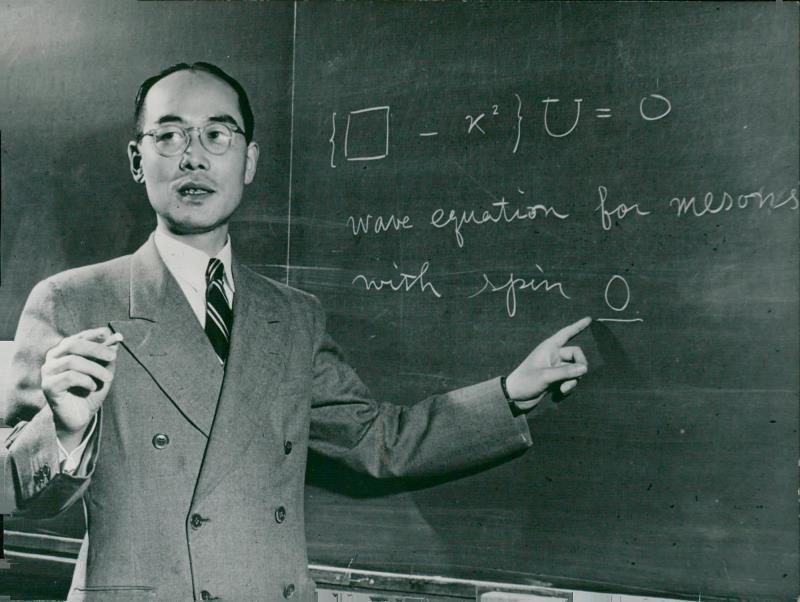
강의하고 있는 유카와

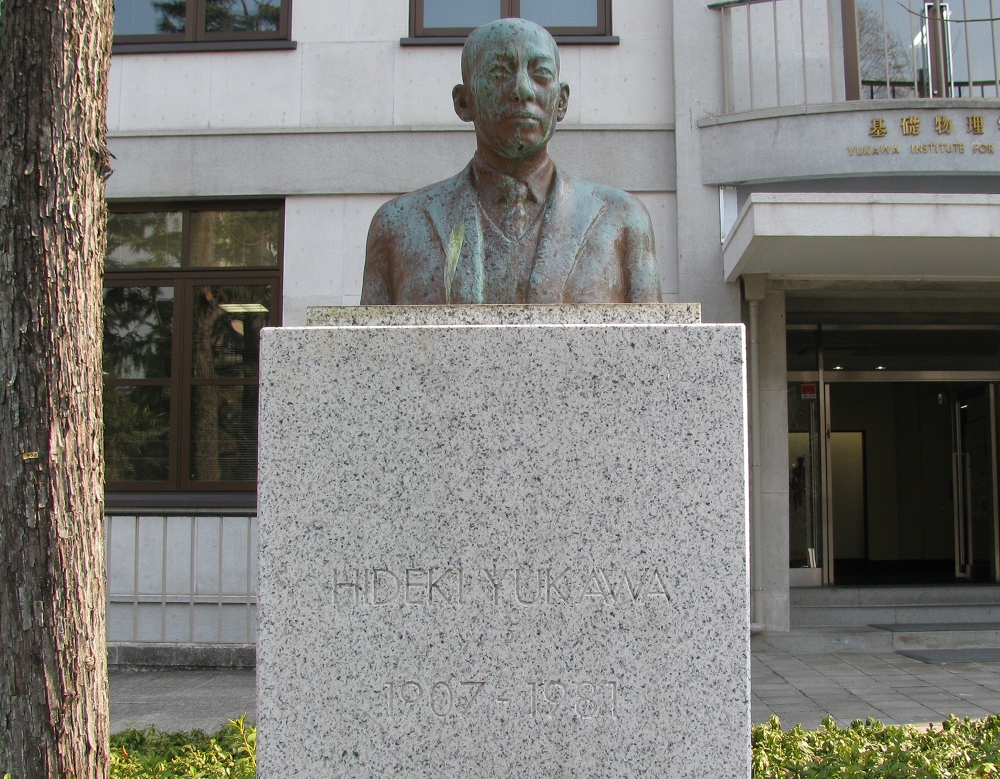
교토 대학 기초 물리학 연구소(유카와 기념관) 앞에 세워진 유카와의 흉상

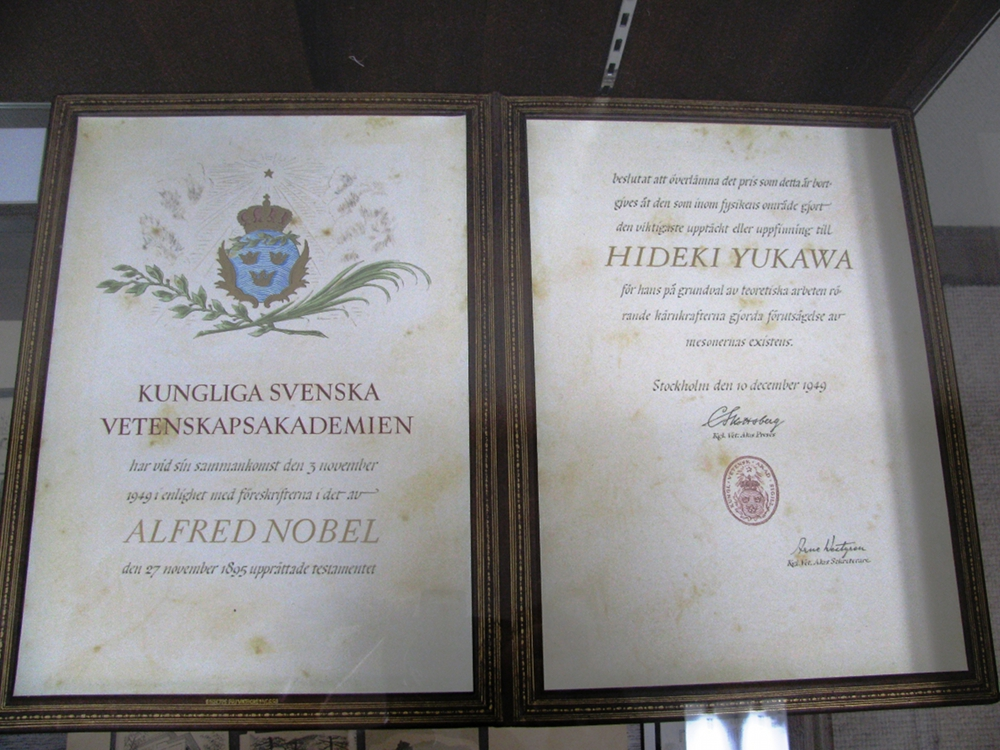
유카와 히데키가 1949년에 받았던 노벨 물리학상 상장(교토 대학 유카와 기념관에 소장)

- 아버지쪽 할아버지: 아사이 아쓰시(다나베번 유학자)
- 어머니쪽 할아버지: 오가와 고마키쓰(관리, 사업가)
- 아버지: 오가와 다쿠지(지질학자·교토 대학 명예교수)
- 어머니: 고유키(와카야마현, 오가와 고마키쓰의 딸)
- 누이: 가요코, 다에코
- 형: 요시키(야금학자·도쿄 대학 교수), 가이즈카 시게키(동양사학자·교토 대학 명예교수, 문화훈장 수상)
- 동생: 다마키(중국 문학자·교토 대학 명예교수), 마스키(제2차 세계 대전에서 종군하던 중에 병으로 사망)
- 처: 스미(와카야마현, 의사 유카와 겐요의 둘째 딸, 본명은 스미코)
- 아들: 하루미(헤이본샤에서 근무한 뒤 근세연극연구가가 됨, 1933년 4월 8일 ~ )[주 6], 다카아키(고단샤에서 재직하던 중에 심장 발작으로 급사, 1934년 9월 29일 ~ 1971년)
- 먼 친척: 다케다 구니오(기업인), 다이아나 유카와(바이올리니스트), 가키자와 고지(정치가), 모리 요시로(정치가, 전 내각총리대신), 미부 신야(배우)

## 연보
- 1907년: 도쿄시 아자부구(현: 도쿄도 미나토구)에서 지질학자인 오가와 다쿠지와 오가와 고유키의 3남으로 태어남
- 1908년: 가족 모두 교토로 이주
- 1919년: 교고쿠 보통소학교(현: 교토 시립 교고쿠 초등학교) 졸업
- 1923년: 교토 부립 교토 제1중학교(현: 교토 부립 라쿠호쿠 고등학교·부속 중학교) 졸업
- 1926년: 제3 고등학교 이과 갑류 졸업
- 1929년: 교토 제국대학 이학부 물리학과 졸업, 같은 대학에서 다마키 가주로 연구실의 조수가 됨.
- 1932년: 유카와 스미와 결혼, 동시에 유카와가의 데릴사위가 되면서 성을 오가와에서 유카와가 됐음. 교토 제국대학 강사로 활동
- 1931년: 교토 구조야마의 간사이 일불학관에 다니며 프랑스어를 배움[24]
- 1933년: 오사카 제국대학 강사 겸임
- 1934년: 중간자 이론 구상을 발표
- 1935년: 《소립자의 상호 작용에 대해》라는 제목의 논문을 발표, 중간자의 존재를 예언
- 1936년: 오사카 제국대학 이학부 조교수
- 1937년: 솔베이 회의에 초청을 받음
- 1938년: 이학박사(오사카 제국대학) 학위 취득, 논문 제목은 《On the interaction of elementary particles》(소립자의 상호작용에 대해서[25])[26][27][12][13]
- 1939년: 교토 제국대학 교수
- 1942년: 도쿄 제국대학 이학부 교수
- 1946년: 제국 학술원 회원
- 1948년: 프린스턴 고등연구소 객원교수
- 1949년 7월: 컬럼비아 대학교 객원교수로 취임
- 1950년: 컬럼비아 대학교 교수
- 1953년: 교토 대학 기초 물리학 연구소 초대 소장, 국제이론물리학회·도쿄 & 교토 의장
- 1955년: 일본 유네스코 국내 위원회 위원, 사단법인 일본 물리학회 회장
- 1956년: 원자력 위원회 위원
- 1957년 3월 29일: 원자력 위원직에서 사임(재임 기간은 1년 3개월)
- 1958년: 원자력 위원회에 참여
- 1970년: 교토 대학 정년 퇴임, 동시에 교토 대학 명예교수로 부임
- 1981년: 교토시 사쿄구의 자택에서 사망(향년 74세)
- 2005년: 유네스코가 유카와 히데키 메달을 작성

## 수상 경력
- 1940년: 제국 학사원 은사상
- 1941년: 노마 학술상
- 1949년: 노벨 물리학상
- 1964년: 로모노소프 황금 메달

### 상훈·영예
- 1943년: 문화훈장
- 1953년: 교토시 명예시민[28]
- 1963년: 왕립학회 외국인 회원 선출[1][29]
- 1967년: 서독 푸르 르 메리트 훈장[30]
- 1967년: 교황청 과학원 훈장
- 1977년: 훈1등 욱일대수장
- 1981년: 종2위

## 주요 저서

### 저서
물리
- 《β線放射能の理論》 [β선 방사능의 이론]. 과학문헌초 제7. 이와나미 쇼텐. 1936년.
- 《量子力学序説》 [양자역학 서론]. 고분도쇼보. 1947년.
- 《素粒子論序説》 [소립자론 서론] 상권. 이와나미 쇼텐. 1948년.
- 《物理講義》 [물리 강의]. 하라 오사무 편. 고단샤. 1975년.
  - 《物理講義》 [물리 강의]. 고단샤 학술 문고. 1977년 10월. ISBN 978-4-06-158195-1.
- 《理論物理学を語る》 [이론물리학을 말한다]. 에자와 히로시. 일본평론사. 1997년 9월. ISBN 4-535-78252-0.
- 《「湯川秀樹 物理講義」を読む》 [‘유카와 히데키 물리 강의’를 읽는다]. 고누마 미치지 감수. 고단샤. 2007년 1월. ISBN 978-4-06-154293-8. 2007년 2월 23일에 원본 문서에서 보존된 문서. 2017년 7월 31일에 확인함.
- 《非局所場の理論》 [비국소장의 이론]. 이노우에 겐 역·해설. 마이니치 신문사. 1952년.

물리 사상
- 《最近の物質観》 [최근의 물질관]. 교양 문고 제18. 고분도. 1939년.
  - 《最近の物質観》 [최근의 물질관]. 고단샤 학술 문고. 1977년 2월.
- 《存在の理法》 [존재의 이법]. 이와나미 쇼텐. 1943년.
- 《目に見えないもの》 [눈에 보이지 않는 것]. 갑문사. 1946년.
  - 《目に見えないもの》 [눈에 보이지 않는 것]. 고단샤 학술 문고. 1976년. ISBN 978-4-06-158094-7.
  - 《보이지 않는 것의 발견》. 김성근 역. 김영사. 2012년. ISBN 9788934956112.
- 《理論物理学講話》 [이론물리학 강화]. 아사히 신문 오사카 본사. 1946년.
- 《自然と理性》 [자연과 이성]. 신학예총서 제2. 아키타야. 1947년.
- 《思考と観測》 [사고와 관측]. 아카데메이아 프레스. 1948년.
- 《思考と観測》 [사고와 관측]. 리스너사. 1949년.
- 《物質観と世界観》 [물질관과 세계관]. 고분도. 1948년.
- 《極微の世界》 [극미의 세계]. 이와나미 쇼텐. 1950년.

창조론
- 《創造的人間》 [창조적 인간]. 지쿠마 총서. 지쿠마쇼보. 1966년.
  - 《創造的人間》 [창조적 인간]. 가도카와 소피아 문고. KADOKAWA. 2017년 2월. ISBN 4-04-400144-8.
- 《創造への飛躍》 [창조에의 비약]. 사상과의 대화 9. 고단샤. 1968년.
  - 《創造への飛躍 定本》 [창조에의 비약 - 정본]. 고단샤. 1969년.
  - 《創造への飛躍》 [창조에의 비약]. 고단샤 문고. 고단샤. 1971년.
  - 《創造への飛躍》 [창조에의 비약]. 고단샤 학술 문고 1983. 고단샤. 2010년 2월. ISBN 978-4-06-291983-8.
- 《私の創造論 同定と結合》 [나의 창조론 - 동정과 결합]. 쇼가쿠칸 창조추천도서 41. 쇼가쿠칸. 1981년 12월.

자서전
- 《物理学に志して》 [물리학에 뜻을 두어]. 요토쿠샤. 1944년.
- 《旅人 ある物理学者の回想》 [나그네 - 어느 물리학자의 회상]. 아사히 신문사. 1958년.
  - 《旅人 ある物理学者の回想》 [나그네 - 어느 물리학자의 회상]. 가도카와 문고. 가도카와 쇼텐. 1960년.
  - 《旅人 ある物理学者の回想》 [나그네 - 어느 물리학자의 회상]. 가도카와 소피아 문고. 가도카와 학예 출판. 2011년 1월. ISBN 978-4-04-123801-1. 
  - 《旅人 ある物理学者の回想》 [나그네 - 어느 물리학자의 회상]. 고단샤. 1966년.
  - 《旅人 ある物理学者の回想》 [나그네 - 어느 물리학자의 회상]. 대활자본 시리즈 상·하. 사이타마 복지회. 1989년 4월. 
  - 《湯川秀樹 旅人 ある物理学者の回想》 [유카와 히데키: 나그네 - 어느 물리학자의 회상]. 인간의 기록 33. 일본 도서 센터. 1997년 6월. ISBN 4-8205-4274-5. , ISBN 4-8205-4261-3 (set)
  - 남정순 역, 지만지(2010년) ISBN 9788964066126
- 《湯川秀樹日記 昭和九年：中間子論への道》 [유카와 히데키 일기 - 쇼와 9년: 중간자론으로의 길]. 아사히센쇼 836. 고누마 미치지. 아사히 신문 출판. 2007년 12월. ISBN 978-4-02-259936-0.
- 고누마 미치지, 편집. (2020년 09월). 《湯川秀樹日記1945　京都で記した戦中戦後》 [유카와 히데키 일기 1945 - 교토에서 기록한 전중전후]. 교토 신문 출판 센터. ISBN 978-4-7638-0734-2.

내적 세계
- 《自己発見》 [자기 발견]. 현대 일본 에세이. 마이니치 신문사. 1972년.
  - 《自己発見》 [자기 발견]. 고단샤 문고. 1979년 8월.
- 유카와 히데키(펴냄) (1973년). 《天才の世界》 [천재의 세계]. 100만명의 창조추천도서 6. 이치카와 기쿠야. 쇼가쿠칸.
  - 《天才の世界》 [천재의 세계]. 쇼가쿠칸. 1982년 10월. 
  - 《天才の世界》 [천재의 세계]. 지적 삶의 방식 문고. 미카사쇼보. 1985년 9월. ISBN 4-8379-0067-4. 
  - 유카와 히데키(펴냄) (2008년 12월). 《天才の世界》 [천재의 세계]. 고분샤 지혜의 숲 문고. 이치카와 기쿠야. 고분샤. ISBN 978-4-334-78520-8.
- 유카와 히데키(펴냄) (1975년). 《天才の世界 続》 [천재의 세계 속]. 100만명의 창조추천도서 13. 이치카와 기쿠야. 쇼가쿠칸.
  - 《天才の世界 続》 [천재의 세계 속]. 지적 삶의 방식 문고. 미카사쇼보. 1985년 12월. ISBN 4-8379-0081-X.
- 유카와 히데키(펴냄) (1979년 8월). 《天才の世界 続々》 [천재의 세계 속속]. 쇼가쿠칸 창조추천도서 28. 이치카와 기쿠야. 쇼가쿠칸. 
  - 《天才の世界 続々》 [천재의 세계 속속]. 지적 삶의 방식 문고. 미카사쇼보. 1986년 6월. ISBN 4-8379-0111-5.
- 《科学者のこころ》 [과학자의 마음]. 아사히 추천도서 89. 아사히 신문사. 1977년 6월. 
  - 《科学者のこころ》 [과학자의 마음]. 아사히 추천도서 89 온디맨드판. 아사히 신문사. 2003년 6월. ISBN 4-925219-52-9.
- 《外的世界と内的世界》 [외적 세계와 내적 세계]. 이와나미 쇼텐. 1976년 12월. ISBN 4-00-000284-8. 2005년 11월 25일에 원본 문서에서 보존된 문서. 2010년 4월 10일에 확인함.

에세이
- 《原子と人間》 [원자와 인간]. 갑문사. 1948년.
- 《科学と人間性》 [과학과 인간성]. 국립서원. 1948년.
- 《しばしの幸》 [잠깐의 행운]. 요미우리 신서. 요미우리 신문사. 1954년.
- 《現代科学と人間》 [현대과학과 인간]. 이와나미 쇼텐. 1961년.
  - 남정순 역, 지만지(2010년)
- 《本の中の世界》 [책 안의 세계]. 이와나미 신서. 이와나미 쇼텐. 1963년. ISBN 4-00-415090-6. 2005년 11월 27일에 원본 문서에서 보존된 문서. 2010년 4월 10일에 확인함.
  - 《本の中の世界》 [책 안의 세계]. 어른의 책장. 미스즈쇼보. 2005년 9월. ISBN 4-622-08061-3.
- 《心ゆたかに》 [마음 풍부하게]. 지쿠마쇼보. 1969년.
  - 《心ゆたかに》 [마음 풍부하게]. 지쿠마 총서. 지쿠마쇼보. 1976년.
- 《学問と人生》 [학문과 인생]. 정신개발총서 13. 도야마 현 교육위원회. 1971년.
- 《宇宙と人間 七つのなぞ》 [우주와 인간 - 일곱 개의 수수께끼]. 지쿠마 소년도서관 23 - 과학의 책. 마에다 조사쿠 그림. 지쿠마쇼보. 1974년.
  - 《宇宙と人間七つのなぞ》 [우주와 인간 - 일곱 개의 수수께끼]. 가와데쇼보신샤〈가와데분코〉. 2014년.
- 《この地球に生れあわせて》 [이 지구에 태어나게 해달라]. 고단샤 문고. 고단샤. 1975년.
- 《科学を生きる　湯川秀樹エッセイ集》 [과학을 살다 - 유카와 히데키 에세이집]. 이케우치 사토루 편. 가와데쇼보신샤〈가와데분코〉. 2015년.
- 《湯川秀樹歌文集》 [유카와 히데키 가문집]. 고단샤 문예문고(호소카와 미쓰히로 선, 문예수필+가집 ‘미야마기(深山木)’를 수록). 2016년 10월.
- 《湯川秀樹　詩と科学》 [유카와 히데키 시와 과학]. STANDARD BOOKS. 헤이본샤. 2017년 2월. ISBN 4-582-53159-8.
- 《科学者の創造性－雑誌『自然』より》 [과학자의 창조성 - 잡지 《자연》으로부터]. 주고 문고(원본판에 수록된 수필과 강연집). 2021년 10월.

### 선집·저작집
- 《湯川秀樹選集》 [유카와 히데키 선집] 제1권. 고초쇼린. 1955년.
- 《湯川秀樹選集》 [유카와 히데키 선집] 제2권. 고초쇼린. 1955년.
- 《湯川秀樹選集》 [유카와 히데키 선집] 제3권. 고초쇼린. 1955년.
- 《湯川秀樹選集》 [유카와 히데키 선집] 제4권. 고초쇼린. 1955년.
- 《湯川秀樹選集》 [유카와 히데키 선집] 제5권. 고초쇼린. 1956년.
- 《湯川秀樹自選集》 [유카와 히데키 자선집] 1. 아사히 신문사. 1971년.
- 《湯川秀樹自選集》 [유카와 히데키 자선집] 2. 아사히 신문사. 1971년.
- 《湯川秀樹自選集》 [유카와 히데키 자선집] 3. 아사히 신문사. 1971년.
- 《湯川秀樹自選集》 [유카와 히데키 자선집] 4. 아사히 신문사. 1971년.
- 《湯川秀樹自選集》 [유카와 히데키 자선집] 5. 아사히 신문사. 1971년.
- 사토 후미타카, 편집. (1989년 5월). 《湯川秀樹著作集》 [유카와 히데키 저작집]. 1: 학문에 대해서. 이와나미 쇼텐. ISBN 4-00-091421-9.
- 이다 마사쿠니, 편집. (1989년 6월). 《湯川秀樹著作集》 [유카와 히데키 저작집]. 2: 소립자의 탐구. 이와나미 쇼텐. ISBN 4-00-091422-7.
- 다나카 쇼, 편집. (1989년 8월). 《湯川秀樹著作集》 [유카와 히데키 저작집]. 3: 물질과 시공. 이와나미 쇼텐. ISBN 4-00-091423-5.
- 마키 지로, 편집. (1989년 9월). 《湯川秀樹著作集》 [유카와 히데키 저작집]. 4: 과학 문명과 창조성. 이와나미 쇼텐. ISBN 4-00-091424-3.
- 도요다 도시유키, 편집. (1989년 7월). 《湯川秀樹著作集》 [유카와 히데키 저작집]. 5: 평화로의 희구. 이와나미 쇼텐. ISBN 4-00-091425-1.
- 오가와 다마키, 편집. (1989년 4월). 《湯川秀樹著作集》 [유카와 히데키 저작집]. 6: 독서와 사색. 이와나미 쇼텐. ISBN 4-00-091426-X.
- 가토 슈이치, 편집. (1989년 10월). 《湯川秀樹著作集》 [유카와 히데키 저작집]. 7: 회상·와카. 이와나미 쇼텐. ISBN 4-00-091427-8.
- 이다 마사쿠니, 편집. (1989년 11월). 《湯川秀樹著作集》 [유카와 히데키 저작집]. 8: 학술편 I. 이와나미 쇼텐. ISBN 4-00-091428-6.
- 다나카 쇼, 편집. (1989년 12월). 《湯川秀樹著作集》 [유카와 히데키 저작집]. 9: 학술편 II. 이와나미 쇼텐. ISBN 4-00-091429-4.
- 다니카와 야스타카; 가와베 로쿠오, 편집. (1990년 2월). 《湯川秀樹著作集》 [유카와 히데키 저작집]. 10: 구문 학술 논문. 이와나미 쇼텐. ISBN 4-00-091430-8.
- 와타나베 사토시, 편집. (1990년 1월). 《湯川秀樹著作集》 [유카와 히데키 저작집]. 별권(대담·연보). 이와나미 쇼텐. ISBN 4-00-091431-6.

### 공저·편저·공편저
- 기쿠치 세이시; 공저 (1938-1940). 《原子核及び元素の人工転換》 [원자핵 및 원소의 인공 전환] 상·하권. 이와나미 쇼텐.
- 고바야시 히데오; 공저 (1948년). 《対話 人間の進歩について》 [대화 - 인간의 진보에 대해]. 신초샤(후에 고바야시 히데오 전집에 수록).
- 에바라 다이조 (1949년). 《科学と文学 対談》 [과학과 문학 대담]. 인간미학 총서. 시라이쇼보.
- 고바야시 미노루 공편, 편집. (1949년). 《原子核論》 [원자핵론]. 근대 물리학 전서 제9권 / 유카와 히데키 등 편. 교리쓰 출판.
- 《物理学の方向》 [물리학의 방향]. 이노우에 겐 등. 산이치쇼보. 1949년.
- 스즈키 히로시 공저, 편집. (1949년). 《続 理論物理学講話》 [속 이론물리학 강화]. 아사히 신문사.
- 《素粒子論》 [소립자론]. 근대 물리학 전서. 고바야시 미노루 공편. 교리쓰 출판. 1951년.
- 사카타 쇼이치·다케타니 미쓰오 공저 (1951년). 《真理の場に立ちて》 [진리의 장에 서서]. 마이니치 신문사.
  - 《素粒子の探求 真理の場に立ちて》 [소립자의 탐구 - 진리의 장에 서서]. 과학론·기술론 총서 6. 게이소쇼보. 1965년.
- 《宇宙線及び中間子論》 [우주선 및 중간자론]. 근대 물리학 전서. 고바야시 미노루·이노우에 겐 공편. 교리쓰 출판. 1955년.
- 《物理学通論》 [물리학 통론] 상권. 다무라 마쓰헤이 공저. 다이메이도. 1955년.
- 《京都 わが幼き日の…》 [교토 내 어린날의…]. 이지마 쓰토무·가와바타 야노스케 공저. 주가이쇼보. 1960년.
- 《素粒子》 [소립자]. 이와나미 신서. 가타야마 야스히사·후쿠도메 히데오 공저. 이와나미 쇼텐. 1961년.
- 《物理学通論》 [물리학 통론] 중권. 다무라 마쓰헤이 공저. 다이메이도. 1961년.
- 《物理学通論》 [물리학 통론] 하권. 다무라 마쓰헤이 공저. 다이메이도. 1962년.
- 도모나가 신이치로; 사카타 쇼이치 공편, 편집. (1963년). 《平和時代を創造するために 科学者は訴える》 [평화 시대를 창조하기 위해서 - 과학자는 호소한다]. 이와나미 신서. 이와나미 쇼텐. 복간은 1981년
- 《物理の世界》 [물리의 세계]. 고단샤현대 신서. 가타야마 야스히사·야마다 에이지 공저. 고단샤. 1964년. ISBN 978-4-06-115407-0. 2007년 9월 2일에 원본 문서에서 보존된 문서. 2017년 7월 31일에 확인함.
- 《人類の生活をかえた人々 新しい世界の伝記 7》 [인류의 생활을 바꾼 사람들: 새로운 세계의 전기 7]. 유카와 히데키 감수, 이치카와 사다오 등 그림. 학습연구사. 1965년.
- 이타쿠라 기요노부 등, 편집. (1965년). 《原始と人間》 [원시와 인간]. 과학하는 마음 - 소년 소녀 과학명저 전집 19. 고쿠도샤.
- 우메하라 다케시; 구와바라 다케오·스에카와 히로시 (1966년). 《現代の対話》 [현대의 대화]. 유콘샤.
- 《人間にとって科学とはなにか》 [인간에게 있어서 과학이란 무엇인가]. 주오코론 신서. 우메사오 다다오. 주오코론샤. 1967년.
  - 《人間にとって科学とはなにか》 [인간에게 있어서 과학이란 무엇인가]. 주코 클래식스. 우메사오 다다오. 주오코론신샤. 2012년.
- 《生きがいの創造 創造への対話》 [보람의 창조 - 창조에의 대화]. 이치카와 기쿠야. 유콘샤. 1967년.
- 다니카와 야스타카 등, 편집. (1968년). 《つきあい 湯川博士還暦記念文集》 [유카와 박사 환갑 기념 문집]. 고단샤.
- 《日本文化の創造 日本人とは何か》 [일본 문화의 창조 - 일본인이란 무엇인가]. 우에다 마사아키. 유콘샤. 1968년.
- 도모나가 신이치로; 사카타 쇼이치 공편, 편집. (1968년). 《核時代を超える 平和の創造をめざして》 [핵시대를 넘다 - 평화의 창조를 목표로 해서]. 이와나미 신서. 이와나미 쇼텐. ISBN 4-00-411106-4. 복간은 1995년 6월
- 다니카와 데쓰조 (1969년). 《対談 宇宙と心の世界》 [대담 - 우주와 마음의 세계]. 요미우리 추천도서. 요미우리 신문사.
- 《学問の世界 対談集》 [학문의 세계 - 대담집]. 유카와 히데키. 이와나미 쇼텐. 1970년.
- 마이니치 신문사, 편집. (1970년). 《現代学問論》 [현대 학문론]. 사카타 쇼이치·다케타니 미쓰오 공저. 게이소쇼보.
- 《物理の世界 数理の世界》 [물리의 세계 수리의 세계]. 주코 신서 250. 기타가와 도시오 대담. 주오코론샤. 1971년. ISBN 4-12-100250-4.
- 《半日閑談集》 [한나절 한담집]. 유카와 히데키. 고단샤. 1971년.
  - 《半日閑談集 湯川秀樹対談集Ⅰ》 [한나절 한담집 - 유카와 히데키 대담집 1]. 고단샤 문고. 1980년 12월.
- 《人間の再発見》 [인간의 재발견]. 가도카와 문고 추천서. 이치카와 기쿠야·우메하라 다케시 정담. 가도카와 쇼텐. 1971년.
- 《物理学者群像 対談》 [물리학자 군상 대담]. 도모나가 신이치로. 니시나 기념 재단. 1972년.
- 유카와 히데키 책임 편집 (1973년). 《平和の思想》 [평화의 사상]. 전쟁과 평화 시리즈 6. 스에카와 히로시 총편집. 유콘샤.
- 《科学と人間のゆくえ 続半日閑談集》 [과학과 인간의 행방 - 한나절 한담집]. 유카와 히데키. 고단샤. 1973년.
  - 《科学と人間のゆくえ 湯川秀樹対談集Ⅱ》 [과학과 인간의 행방 - 유카와 히데키 대담집 2]. 고단샤 문고. 1981년 1월.
- 에르빈 슈뢰딩거 (1974년). 《シュレーディンガー選集1》 [슈뢰딩거 선집 1]. 유카와 히데키 감수. 교리쓰 출판.
- 에르빈 슈뢰딩거 (1974년). 《シュレーディンガー選集2》 [슈뢰딩거 선집 2]. 유카와 히데키 감수. 교리쓰 출판.
- 《人間の発見 湯川秀樹対談集》 [인간의 발견 - 유카와 히데키 대담집]. 고단샤. 1976년.
  - 《人間の発見 湯川秀樹対談集Ⅲ》 [인간의 발견 - 유카와 히데키 대담집 3]. 고단샤 문고. 1981년 2월.
- 도모나가 신이치로; 도요다 도시유키 공편, 편집. (1977년 8월). 《核軍縮への新しい構想》 [핵군축에의 새로운 구상]. 이와나미 쇼텐.
- 도다 모리카즈 (1978년 4월).  구보 료고, 편집. 《統計物理学》 [통계물리학]. 이와나미 강좌 현대 물리학의 기초 5. 유카와 히데키 감수. 이와나미 쇼텐. ISBN 4-00-010085-8.
- 데라다 도라히코; 나카야 우키치로·유카와 히데키 (1984년 10월). 《田園雑感 他・立春の卵 他・ある航海 他》. 고가쿠샤 현대교양선서 9·수필 2. 고가쿠샤. ISBN 4-7952-6659-X.

### 논문
- Hideki YUKAWA (1937). “On a Possible Interpretation of the Penetrating Component of the Cosmic Ray”. 《Nippon Sugaku-Buturigakkwai Kizi Dai 3 Ki》 19: 712–713. doi:10.11429/ppmsj1919.19.0_712.
- Hideki YUKAWA, Shoichi SAKATA (1937). “On the Interaction of Elementary Particles II”. 《Nippon Sugaku-Buturigakkwai Kizi Dai 3 Ki》 19: 1084–1093. doi:10.11429/ppmsj1919.19.0_1084.
- Hideki YUKAWA (1936). “Elementary Calculations on the Slowing Down of Neutrons by a Thin plate”. 《Nippon Sugaku-Buturigakkwai Kizi Dai 3 Ki》 18: 507–518. doi:10.11429/ppmsj1919.18.0_507.
- Hideki YUKAWA, Shoichi SAKATA (1935). “On the Theory of Internal Pair Production”. 《Nippon Sugaku-Buturigakkwai Kizi Dai 3 Ki》 17: 397–407. doi:10.11429/ppmsj1919.17.0_397.
- Hideki YUKAWA, Yukihiko MIYAGAWA (1936). “Theory of Disintegration of the Nucleus by Neutron Impact”. 《Nippon Sugaku-Buturigakkwai Kizi Dai 3 Ki》 18: 157–166. doi:10.11429/ppmsj1919.18.0_157.
- Hideki YUKAWA, Shoichi SAKATA (1939). “The Mass and the Life Time of the Mesotron”. 《Nippon Sugaku-Buturigakkwai Kizi Dai 3 Ki》 21 (3): 138–140. doi:10.11429/ppmsj1919.21.3_138.
- Hideki YUKAWA, Shoichi SAKATA (1936). “Supplement to “On the Theory of the β-Disintegration and the Allied Phenomenon.””. 《Nippon Sugaku-Buturigakkwai Kizi Dai 3 Ki》 18: 128–130. doi:10.11429/ppmsj1919.18.0_128.
- Hideki YUKAWA, Shoichi SAKATA, Mitsuo TAKETANI (1938). “On the Interaction of Elementary Particles. III”. 《Nippon Sugaku-Buturigakkwai Kizi Dai 3 Ki》 20: 319–340. doi:10.11429/ppmsj1919.20.0_319.

- 《放談室 湯川秀樹全著作(1984年9月)》, 소립자론 연구 1985년 70권 5호 p.307-320, doi:10.24532/soken.70.5_307
- 《放談室 湯川秀樹全著作》, 소립자론 연구 1999년 99권 3호 p.115-142, doi:10.24532/soken.99.3_115
- 국립 정보학 연구소 수록 논문 - 국립 정보학 연구소

## 같이 보기
- 퍼그워시 회의
- 니시나 요시오
- Progress of Theoretical Physics - 1946년에 유카와 히데키의 요청으로 발간된 이론물리학 학술지
- 사와노 히사오 - 유카와의 자서전인 《나그네》의 협력자. 그 내용을 둘러싸고 유카와 부부와 대립하였고, 1967년에 모델 소설로 알려진 《산꼭대기의 의자》를 집필하여 유카와를 곤란하게 하였다.

### 주해
1. ↑  1936년 앤더슨과 그의 지도 학생인 세스 네더마이어는 전자의 207배 질량을 지니고 전자와 동일한 크기의 전하와 스핀 1/2을 가진 소립자(뮤 입자)를 발견했는데, 이것은 애초에 유카와가 ‘강한 상호작용의 이론’에서 제창한 중간자가 검출된 것이라고 생각돼 ‘뮤 중간자’라는 이름이 붙여졌다. 이는 유카와가 제창한 새로운 입자(파이 중간자)와는 다른 입자였다.[11]
2. ↑  물리학자 사토 가쓰히코는 어린 시절을 되돌아보고 유럽과 미국의 과학자가 천혜의 환경에서 연구하고 있는 것에 반해, 일본이라는 가난한 나라에 있어서 종이와 연필로 자신의 두뇌만으로 새로운 입자를 알아맞힌 유카와는 영웅이며 동경하는 존재였다고 밝혔다.[16]
3. ↑  ‘まがつび’는 즉 원자폭탄을 말한다.
4. ↑  기본 상호작용이다.
5. ↑  유카와가 주장했던 인과율의 문제를 공간적인 것으로 제한해서 인과율을 회피하여 유카와의 생각을 되살린 것이 도모나가 신이치로의 초다시간 이론이다. 이것에 의해 장의 양자론은 상대론적으로 공변한 형태로 고쳐 쓸 수 있었다. 유카와는 이 문제를 비국소장으로서 취급했지만 성공했다고 말하기는 어렵다.
6. ↑  유카와 하루미의 회상기에 《유카와가에 살았던 아이와 어머니》(편저, 도리무샤, 2008년)가 있다.

### 출전
1. 1 2  Kemmer, N. (1983). “Hideki Yukawa. 23 January 1907-8 September 1981”. 《Biographical Memoirs of Fellows of the Royal Society》 29: 660–676. doi:10.1098/rsbm.1983.0023. JSTOR 769816.
2. 1 2  《나그네 - 어느 물리학자의 회상》, p.10
3. ↑  《나그네 - 어느 물리학자의 회상》, p.44
4. ↑  《나그네 - 어느 물리학자의 회상》, p.49
5. ↑  《나그네 - 어느 물리학자의 회상》, p.92
6. 1 2  혼다 야스하루 저 《현대가계론》, p.104(분게이슌주, 1973년)
7. ↑  혼다 야스하루 저 《현대가계론》, p.102(분게이슌주, 1973년)
8. ↑  《나그네 - 어느 물리학자의 회상》, p.87
9. ↑  《나그네 - 어느 물리학자의 회상》, p.88
10. ↑  ‘데키주쿠’ No.15 보관됨 2017-07-28 - 웨이백 머신(1982), 《유카와 박사와 오사카 대학》
11. 1 2 3 4  사토(2020) pp.34-37
12. 1 2  https://www-yukawa.phys.sci.osaka-u.ac.jp/en/wp-content/uploads/2018/11/OU1938-Y1.pdf
13. 1 2  https://www.ias.edu/scholars/hideki-yukawa
14. ↑  湯川秀樹博士について 보관됨 2017-12-22 - 웨이백 머신 - 효고현 니시노미야시·유카와 기념 사업(2017년 12월 22일 확인)
15. ↑  湯川秀樹、原爆研究記す／終戦前後の日記公開／戦後の平和運動 歩み知る記録にも - 니혼케이자이 신문, 2017년 12월 22일자 석간
16. 1 2 3 4  사토(2020) pp.37-38
17. ↑  오카모토 다쿠지 《일본인과 노벨 물리학상: 1901년-1949년》, 일본 물리학회지, 2000년, 55권 7호, p.525-530, doi:10.11316/butsuri1946.55.525
18. ↑  宮内庁 (2017년 3월 30일). 《昭和天皇実録第十一》. 東京書籍. 121쪽. ISBN 978-4-487-74411-4.
19. ↑  世相風俗観察会 (2009년 3월). 《現代世相風俗史年表：1945-2008》. 河出書房新社. 110쪽. ISBN 9784309225043.
20. ↑  “第1回科学者京都会議が開催される（1962年）”. ブルーバックス編集部. 2019년 5월 7일. 2024년 10월 30일에 확인함.
21. ↑  Nomination Database - 노벨 재단
22. ↑  “평화의 상 〈와카바〉(若葉)”. 2021년 11월 3일에 원본 문서에서 보존된 문서. 2021년 11월 3일에 확인함.
23. ↑  하라 오사무 《비국소장 이론》, 일본 물리학회지, 1982년 37권 4호, p.275-277, doi:10.11316/butsuri1946.37.275
24. ↑  《세계 문학》 1947년 4월호, p.60
25. ↑  Hideki YUKAWA (1935). “On the Interaction of Elementary Particles. I”. 《Nippon Sugaku-Buturigakkwai Kizi Dai 3 Ki》 (일본 물리학회, 일본 수학회) 17: 48–57. doi:10.11429/ppmsj1919.17.0_48.
26. ↑  국립국회도서관. “博士論文『On the interaction of elementary particles』”. 2023년 4월 1일에 확인함.
27. ↑  Yukawa, H. (1935). “On the Interaction of Elementary Particles”. 《Proc. Phys.-Math. Soc. Jpn.》 17 (48).
28. ↑  “京都市名誉市民　湯川秀樹氏”. 《교토시》. 2022년 9월 6일에 확인함.
29. ↑  Yukawa; Hideki (1907 - 1981)[깨진 링크(과거 내용 찾기)] - Library and Archive catalogue, The Royal Society
30. ↑  “Hideki Yukawa”. 《ORDEN POUR LE MÉRITE》 (독일어). 2022년 3월 17일에 확인함.

## 참고 문헌
- 사토 가쓰히코 (2020년 10월). 《科学者になりたい君へ》 [과학자가 되고 싶은 그대들에게]. 가와데쇼보신샤. ISBN 978-4-309-61725-1.
- 유카와 히데키 (2011년 1월). 《旅人 ある物理学者の回想》 [나그네 - 어느 물리학자의 회상]. 가도카와 소피아 문고. KADOKAWA. ISBN 978-4044094300.